# ݢ

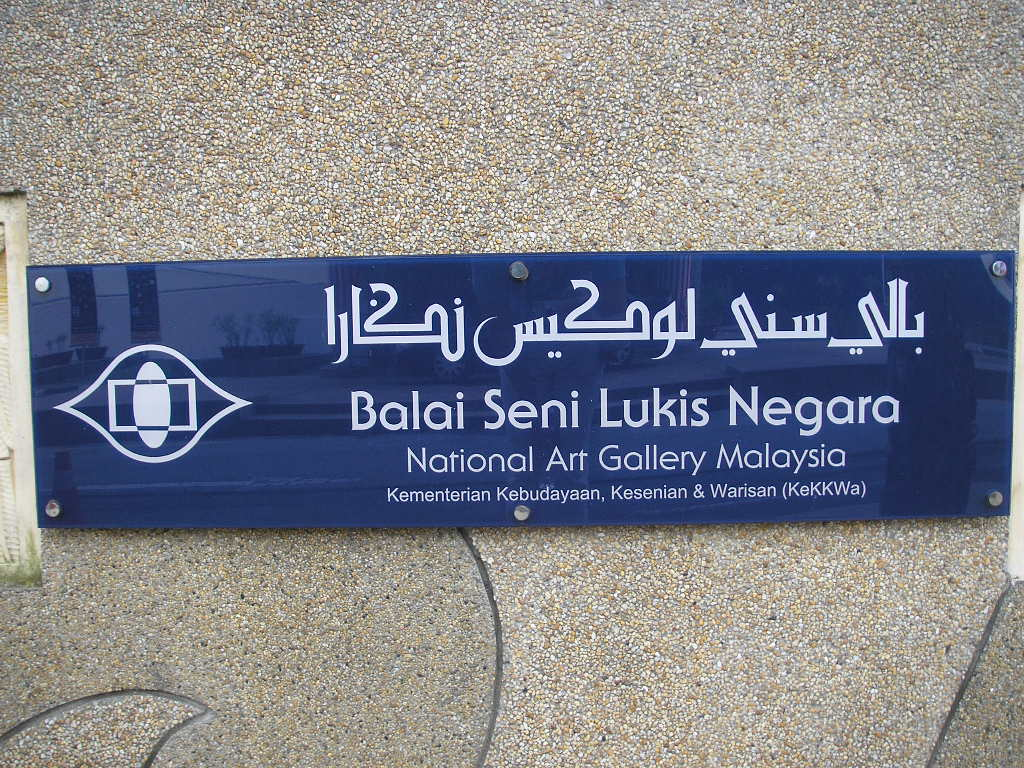
مثال: لاحظ كلمة نݢارا

الكاف المنقوطة ݢ حرف من الحروف الإضافية في الأبجدية العربية. يضاف هذا الحرف إلى الأبجدية العربية لترجمة بعض الأحرف الأجنبية ترجمة صوتية. يرمز في الملايو والجاوية إلى صوت يسمى الجيم غير المعطشة.

## الكتابة
| الموقع من الكلمة: | معزول | بدائي | وسطي | نهائي |
| ----------------- | ----- | ----- | ---- | ----- |
| شكل الحرف:        | ݢ     | ݢـ    | ـݢـ  | ـݢ    |